# Список фонтанів Черкас
В Черкасах існує декілька фонтанів та фонтанних комплексів. 
Фонтани — Всього в Черкасах 14 фонтанів.
У Соборному сквері працюватиме фонтан роботи вже завершуються: встановлене оновлене обладнання.Але поліцію попросили під час патрулювання звертати увагу на цю ділянку і наглядати за нею. Незважаючи на те, що це центр міста, площа не охороняється і відеонагляду немає.
Фонтан над Дніпром у Долині троянд їх аж двоє.Перший Пішохідний фонтан він стояв без води аж 15 років.Для їхнього відновлення було замінено труби, відремонтовано водяні басейни, придбано та встановлено два насоси, що дозволять утримувати струмінь води на висоті двох метрів.І другий більш новіший збудований в 2016 році.Фонтан "сухого" типу і, на мою думку, оригінальний. Подібний вже кілька років працює в адмінбудівлі КП "Черкасиводоканал".
Фонтан біля будівлі Черкаської міської ради за формою нагадує двох їжачків.Вони мають дуже естетичний і оригінальний вигляд в день, а з настанням темряви вмикається підсвітка і він набуває просто чарівного вигляду
| Текст вилучений зі статті через підозру в порушенні авторських прав |
| --- |
| Текст, що раніше перебував на цій сторінці, запідозрено в порушенні авторських прав на текст із таких джерел: https://provce.ck.ua/tulubivski-yajtsya-vyyavylysya-fontanamy-pryvydamy-tsikavi-fakty-pro-vodohraji-cherkas/ Дата, коли було знайдено порушення: 16 квітня 2024. Тому, хто повісив цей шаблон: На сторінку обговорення користувача, який розмістив цю статтю, варто додати повідомлення {{subst:nothanks cv\|Список фонтанів Черкас\|url=https://provce.ck.ua/tulubivski-yajtsya-vyyavylysya-fontanamy-pryvydamy-tsikavi-fakty-pro-vodohraji-cherkas/}} --~~~~. |
| До уваги користувача, який розмістив цю статтю Не редагуйте статтю зараз, навіть якщо ви збираєтеся її переписати. Дотримуйтесь вказівок нижче. - Якщо власник авторських прав на зазначений вище матеріал дозволяє використовувати його на умовах GNU FDL без незмінюваних секцій та Creative Commons із зазначенням автора / розповсюдження на тих самих умовах, будь ласка, сповістіть про це на сторінці обговорення цієї статті. - Якщо правовласником є ви, додайте на зазначеному вище ресурсі примітку: «Матеріали дозволено використовувати на умовах GNU FDL без незмінюваних секцій та Creative Commons із зазначенням автора / розповсюдження на тих самих умовах». - Якщо дозволу на використання цього матеріалу немає, будь ласка, зробіть одне з двох: 1. Напишіть хоча б гарний накид статті на цій підсторінці. Зверніть увагу: не треба копіювати текст, що порушує авторські права, на зазначену підсторінку й редагувати його. Якщо ви взялися за написання нової статті, не забудьте сповістити про це на сторінці обговорення. 2. Залиште все як є, і тоді статтю буде вилучено. У випадку, якщо новий текст написано не буде, цю статтю буде вилучено через тиждень після появи цього попередження (детальніше див. документацію шаблону). Вихідний текст цієї статті з можливим порушенням копірайту можна знайти в історії змін. Зверніть увагу, що розміщення у Вікіпедії матеріалів, автор яких не надав явного дозволу на їхнє використання відповідно до ліцензії GNU FDL без незмінюваних секцій та Creative Commons із зазначенням автора / розповсюдження на тих самих умовах, може бути порушенням законів про авторське право. Користувачів, які додають до Вікіпедії такі матеріали, може бути тимчасово позбавлено права редагувати статті. Попри все, ми завжди раді вашим оригінальним статтям. Дякуємо. Цю сторінку внесено до категорії Вікіпедія:Можливе порушення авторських прав. |

## Галерея
Далі подано список усіх фонтанів міста:
| № п/п | Назва та розташування                 | Роки відкриття | Зображення | Примітки                                                                                        |
| ----- | ------------------------------------- | -------------- | ---------- | ----------------------------------------------------------------------------------------------- |
| 1     | Фонтан біля міської ради              |                |            |                                                                                                 |
| 2     | Фонтан за обласною радою              |                |            | Фонтан має підсвітку, струмені води випускаються в такт музики, яка лунає на весь майдан        |
| 3     | Фонтан біля ПК «Дружба народів»       |                |            |                                                                                                 |
| 4     | Фонтан біля Бояна                     |                |            |                                                                                                 |
| 5     | Фонтани в Долині троянд               |                |            | Два фонтани, створені в невеликих штучних басейнах                                              |
| 6     | Фонтан в Парку Сосновий бір (центр)   |                |            |                                                                                                 |
| 7     | Фонтан в Парку Сосновий бір (русалка) |                |            |                                                                                                 |
| 8     | Фонтан на площі Знань                 | 1960/2010      |            | Спочатку був створений при відкритті ЧІТІ в 1960 році, потім засипаний, відновлений в 2010 році |
| 9     | Фонтан біля Соборного парку           | 2016           |            |                                                                                                 |